# Nexenta OS
Nexenta OS — операционная система, базирующаяся на Ubuntu и ядре OpenSolaris для платформ x86 и x86-64. Это первый дистрибутив, сочетающий утилиты GNU с ядром OpenSolaris.
Использует подсистему работы с пакетами от Debian; в двух существующих на данный момент репозиториях доступны более 13 тыс. пакетов. Дистрибутив можно использовать как Live CD и для инсталляции на жёсткий диск.
Используется в качестве основы для коммерческого сетевого хранилища NexentaStor разработки фирмы Nexenta.